# オラシオン (白の曲)
「オラシオン」は、白（茅野愛衣）の楽曲。ナスカが作詞・作曲を手掛けた。
本曲は、テレビアニメ『ノーゲーム・ノーライフ』のエンディングテーマに起用された。同アニメの主人公である空と白の気持ちを歌った切ないエモ・ロック調の曲で、サウンドは4ピースに鐘を入れた構成になっている。鐘は希望を表現するため入れたという。
シングルとしては2014年5月21日にメディアファクトリーから発売された。ジャケットには目を閉じた白が描かれている。

## 背景
本曲は、テレビアニメ『ノーゲーム・ノーライフ』のエンディングテーマに起用された。
アニメサイドから「疾走感のあるパターン」と「雰囲気のあるパターン」を提示された上で最終的にどちらか一方に決めるよう言われ、ナスカのスタイルであるポップ・ロックに近い前者が選ばれた。その後だいし君が原作とシナリオを読んだ上で制作したが、資料の中には具体的な曲調をイメージしやすいものが含まれていたためやりやすかったという。その後、白の絵柄を参考にした上でコンペに提出したが、後日茅野がアフレコしたセリフを聴いてからはそれに合った曲調に変更したという。
作詞は当初だいし君と山内パンプキンの2人がそれぞれ制作したものを提出したが、最終的にはアニメ好きのだいし君が書いたものが採用された。レコーディングは2日に渡って行われたが、最終日は茅野がスケジュールのギリギリまで行っていたという。
タイトルは主人公である空への想いと、榎宮祐の出身地であるブラジルをかけて付けられた。

## シングル収録内容
| #         | タイトル                                                                                        | 作詞      | 作曲      | 編曲      | 時間  |
| --------- | ----------------------------------------------------------------------------------------------- | --------- | --------- | --------- | ----- |
| 1.        | 「オラシオン」                                                                                  | ナスカ    | ナスカ    | ナスカ    | 4:36  |
| 2.        | 「Bias Hacker」(歌：白（茅野愛衣）、ステファニー・ドーラ（日笠陽子）、ジブリール（田村ゆかり）) | 深青結希  | 楊慶豪    | 楊慶豪    | 3:38  |
| 3.        | 「Now Loading...」                                                                              |           | 細江慎治  | 細江慎治  | 3:50  |
| 4.        | 「オラシオン（Instrumental）」                                                                  |           |           |           | 4:36  |
| 5.        | 「Bias Hacker（Instrumental）」                                                                 |           |           |           | 3:38  |
| 合計時間: | 合計時間:                                                                                       | 合計時間: | 合計時間: | 合計時間: | 20:21 |

## 参加ミュージシャン
- 村石雅行 - ドラムス[5]
- 山口寛雄 - ベース[5]

## チャート
| チャート（2014年）                                 | 最高位 |
| -------------------------------------------------- | ------ |
| オリコン                                           | 29     |
| Billboard JAPAN Hot 100                            | 39     |
| Billboard JAPAN Hot Animation                      | 13     |
| Billboard JAPAN Hot Singles Sales                  | 26     |
| Billboard JAPAN Top Independent Albums and Singles | 8      |

## カバー
- オラシオン
  - 鈴木このみ(2014年、銀閃の風初回限定版カップリング)